# Pelm
Pelm est une municipalité de la Verbandsgemeinde Gerolstein, dans le district de Vulkaneifel, en Rhénanie-Palatinat, dans l'ouest de l'Allemagne.

## Géographie
La ville est située sur la rivière Kyll et est dans la réserve naturelle de Gerolstein.
Les communes limitrophes sont Gerolstein, Rockeskyll, Berlingen, Dohm-Lammersdorf et Hohenfels-Essingen.